# Octoglena bivirgata
Octoglena bivirgata är en mångfotingart som beskrevs av Charles Thorold Wood 1864. Octoglena bivirgata ingår i släktet Octoglena och familjen Hirudisomatidae. Inga underarter finns listade i Catalogue of Life.